# Sodalité de vie chrétienne
La sodalité de vie chrétienne ou Sodalicio (en latin : Sodalitium Christianae Vitae ; en espagnol : Sodalicio de Vida Cristiana) est une société de vie apostolique masculine de droit pontifical dissoute en 2025. Elle a été créée en 1971 et reconnue par le pape Jean Paul II en 1997.
D'orientation conservatrice, l'organisation visait notamment à lutter contre l'influence de la théologie de la libération. Proche de l'extrême droite péruvienne, elle détenait une large influence politique et économique.
La justice péruvienne ouvre une enquête en 2017 pour « association de malfaiteurs en vue de commettre des abus sexuels, physiques et psychologiques ». Des dizaines d'enfants ont été victimes d'abus sexuels entre les années 1970 et les années 2000. Luis Fernando Figari, le fondateur, son bras droit, German Doig et plusieurs autres responsables du mouvement Sodalicio sont accusés d'être des prédateurs sexuels.
En janvier 2018, le Vatican place Sodalicio sous la tutelle d'un commissaire apostolique en raison de la « gravité des informations concernant le fonctionnement interne, la formation et la gestion économique et financière ». L'Église péruvienne recommande la dissolution de l'organisation,.
L'organisation est dissoute par le Vatican le 14 avril 2025.

## Historique
Elle est fondée le 8 décembre 1971 par Louis Fernand Figari comme association privée de fidèles. Le cardinal Jean Landázuri Ricketts, O.F.M, archevêque de Lima et primat du Pérou, l'encourage dès ses débuts et approuve ses statuts en 1977 conformément au code de droit canonique de 1917.
À la suite de la publication du code de droit canonique de 1983, la sodalité modifie ses statuts en 1986, se maintenant comme association privée de fidèles mais avec la structure d'une société de vie apostolique. Les nouveaux statuts sont approuvés en 1989 et l'association est érigée canoniquement dans l'archidiocèse de Lima.
La sodalité est érigée comme société de vie apostolique de droit diocésain le 22 février 1994 par le cardinal Augusto Vargas Alzamora, S.J, archevêque de Lima, puis reconnue le 8 juillet 1997 par le pape Jean-Paul II comme société de la vie apostolique de droit pontifical dépendant de la Congrégation pour les instituts de vie consacrée et les sociétés de vie apostolique.

### Accusations de violences sexuelles
En 2015, les journalistes et ex-membres de Sodalicio, Pedro Salinas et Paola Ugaz, publient le livre Mitad Monjes, Mitad Soldados (Moitié moines, Moitié soldats), qui met au jour des dizaines de témoignages évoquant des violences, des traitements dégradants, et et des séquestrations, s'apparentant à de l'esclavage moderne, pratiqués sur des adolescents au sein de l'organisation,.
Son fondateur, Luis Fernando Figari, est condamné par le Vatican en 2015 à une vie de prière et de pénitence à Rome. En 2017, la justice péruvienne prononce neuf mois de prison préventive à son encontre ainsi que contre trois autres ex-dirigeants de Sodalicio, mis en examen pour « association de malfaiteurs, séquestration et lésions graves ».
En juillet 2023, le Vatican mandate une commission d'experts à Lima chargée de faire toute la lumière sur les agissements de cette organisation. Sur recommandation de cette commission, le pape François expulse, en septembre 2024, dix membres du mouvement, dont l'évêque émérite José Antonio Eguren. Les faits qui leur sont reprochés sont des « abus physiques incluant du sadisme et de la violence», des « abus de conscience », des « abus d'autorité », la « dissimulation de crimes commis au sein de l'institution », et des « abus dans l'administration des biens ecclésiastiques »,.
Le 20 janvier 2025, lors de son assemblée générale, l'organisation indique que le pape François, par la voix du cardinal Gianfranco Ghirlanda, a ordonné sa dissolution. Le décret de dissolution, signé le 14 avril 2025, « fait référence à l'immoralité du fondateur, Luis Fernando Figari, comme indication de l'inexistence d'un charisme fondateur et, par conséquent, du manque de légitimité ecclésiale pour la permanence de l'institution »,.

### Accusations de détournements de fonds
Sodalicio est également suspecté d'avoir détourné plusieurs millions de dollars et de s'être enrichi de façon illégale en utilisant les failles du concordat – un accord entre le Vatican et le Pérou permettant aux organisations religieuses d'être exemptées d'impôts. Le parquet péruvien ouvre une enquête en 2023 contre trois entrepreneurs, membres de l'organisation, pour blanchiment d'argent présumé en lien avec des sociétés offshore.